# جورج تابوری
جورج تابوری (انگلیسی: George Tabori؛ ۲۴ مهٔ ۱۹۱۴ – ۲۳ ژوئیهٔ ۲۰۰۷ (۹۳ سال)) یک نمایش‌نامه‌نویس، کارگردان، فیلم‌نامه‌نویس، پدیدآور، و مترجم اهل بریتانیا بود. وی بین سال‌های ۱۹۵۰ تا ۲۰۰۷ میلادی فعالیت می‌کرد.
وی همچنین برنده جوایزی همچون جایزه گئورگ بوشنر شده است.